# Оло, Теодор
Теодор Оло (фр. Théodore Holo; род. 15 апреля 1948, Порто-Ново, Бенин) — бенинский государственный деятель, академик и судья. Министр иностранных дел Бенина с 1991 по 1992 год.

## Биография
Теодор Оло родился в Порто-Ново и получил образование за границей. После обучения он стал преподавателем в Национальной школе управления. В 1986 году он стал профессором международных отношений и конституционного права в Национальном университете Бенина. В 1990 году он был назначен генеральным директором Высшего совета Республики Бенин, курируя многопартийные выборы в 1991 году. В этом же году он сменил на посту министра иностранных дел Бенина Теофиля Нату. Свой министерский портфель он отдал через год. Он вернулся к преподаванию в 1996 году и получил кафедру ЮНЕСКО по правам человека и демократии в Университете Абомей-Калави. 7 июня 2008 года Теодор стал членом Конституционного суда Бенина, а через год стал председателем Верховного суда.